# Mammalodon colliveri
Mammalodon colliveri (лат.) — вид вымерших усатых китов, один из двух в роде маммалодонов (Mammalodon).

## История изучения и палеобиология
Открыт в 1932 году, когда ископаемые остатки были обнаружены в отложениях хаттского яруса Австралии. Род Mammalodon включают в семейство Mammalodontidae. Второй род этого семейства — Janjucetus с единственным известным науке видом Janjucetus hunderi.

### Голотип
Голотипом вида Mammalodon colliveri является экземпляр NMV P199986 (ранее обозначавшийся как MUGD 1874) — неполный череп взрослой особи, обнаруженный в 1932 году Джорджем Бакстером Притчардом, Аланом Фростиком и Фредериком Стэнли Колливером на пляже Jan Juc в штате Виктория, Австралия. Впоследствии этот образец был передан в коллекцию Музея Виктории (Museum Victoria) в Мельбурне.
Дополнительный материал, вероятно, относящийся к тому же индивиду, включает нижний левый моляр (экземпляр NMV P17535), а также другие фрагментарные остатки, такие как левая париотическая кость (NMV P173220) и частичный скелет (NMV P199587), содержащий части черепа, позвоночника и передней конечности.

## Этимология
Родовое название этого животного, Mammalodon, образовано от латинского слова mammalia («млекопитающее») и греческого суффикса -odon (греч. ὀδούς — «зуб»), что указывает на необычное для усатых китов наличие хорошо развитых зубов. Таким образом, название подчёркивает примитивные особенности рода, сближающие его с древними млекопитающими, в отличие от современных беззубых усатых китов.
Видовое название colliveri дано в честь Фредерика Стэнли Колливера (англ. Frederick Stanley Colliver; 1896—1986) — австралийского геолога и музейного куратора, внёсшего значительный вклад в изучение окаменелостей Австралии и собравшего первый экземпляр голотипа вида в штате Виктория.

## Описание
Эти животные достигали 3 м в длину, то есть были мельче современных китов. Они не были усатыми в полном смысле слова, так как сохраняли зубы. Из-за этого они не могли питаться так же, как современные киты, фильтруя воду. Их диета, занимаемая видом экологическая ниша и способ питания, таким образом, остаются тайной для учёных (возможно, маммалодоны преуспели в каком-то ином методе фильтрации воды, например, фильтровали придонный слой, что они могли делать благодаря большим расстояниям между зубами).

### Череп
Череп голотипа Mammalodon colliveri (экземпляр NMV P199986) представляет собой неполный, но хорошо сохранившийся череп взрослой особи. Его кондилобазальная длина составляет около 450 мм, что делает его одним из самых мелких известных представителей усатых китов.
Череп характеризуется коротким и тупо закруглённым рострумом с плавно выпуклым латеральным профилем при взгляде сверху. Предчелюстные кости (premaxillae) укорочены и уплощены дорсовентрально, расширяясь спереди. Альвеолы верхних резцов сливаются, формируя единую структуру.
Вид спереди демонстрирует широкую и плоскую морду, что, вероятно, связано с адаптацией к питанию методом всасывания. Глазницы направлены антеродорсально и расположены высоко на черепе, их верхний край находится выше уровня рострума, что могло обеспечивать бинокулярное зрение. Мозговая коробка удлинённая, с фронтальными и теменными костями, образующими выраженное межвисочное сужение. В боковой проекции череп имеет длинный и низкий профиль.

#### Зубная система
Уникальной особенностью Mammalodon colliveri является сохранение зубов, что отличает его от современных усатых китов. Левая верхняя челюсть содержит четыре премоляра и три моляра, при этом диастемы между зубами увеличиваются в задней части челюсти. Моляры уменьшаются в размере в задней части рта, как у археоцетов. Нижняя челюсть имеет на два моляра больше, чем верхняя, всего 24 нижних зуба, плотно расположенных друг к другу. Верхние зубы однородны по форме (монодонтия), тогда как нижние зубы различаются по форме (полидонтия), что является древней чертой китов. Моляры и премоляры имеют по два корня, а нижние моляры зазубрены и треугольной формы.

#### Отсутствующие детали черепа
Несмотря на хорошую сохранность, некоторые элементы черепа отсутствуют: дистальный конец правого посторбитального отростка лобной кости, обе слёзные и скуловые кости, большая часть нёбных костей, значительная часть латеральной стенки левой стороны мозговой коробки, базикраниальное обнажение сошника, мезэтмоид, вершина правого скулового отростка чешуйчатой кости, вся левая чешуйчатая кость, большинство крыловидных костей, левая половина базиокципитальной кости, вентролатеральный край правой экзокципитальной кости, вся левая экзокципитальная кость, задне-нижняя часть левой половины супраокципитальной кости, левая париотическая кость и барабанная булла, все слуховые косточки среднего уха, кроме правой стремени, вся правая верхняя зубная система и первые три левых верхних моляра.

### Рострум
Рострум Mammalodon colliveri относительно короткий по сравнению с другими усатыми китами, составляя примерно 30 % от кондилобазальной длины черепа, при этом он имел широкое основание. Изогнутая латеральная грань левой верхнечелюстной кости указывает, что при виде сверху рострум был округлым, что резко контрастирует с типично треугольной формой у других представителей Mysticeti. Вершина рострума была притуплённой и закруглённой.
Предчелюстные кости вносят относительно небольшой вклад в формирование рострума и выступают примерно на 15 мм вперёд от переднего края верхнечелюстных костей. Они имеют форму тонких, вытянутых пластин, уплощённых дорсовентрально и узких в поперечнике на большей части длины. Однако на вершине они расширяются, чтобы вместить резцовые зубы.
Дорсальная поверхность верхнечелюстных костей расширяется в заднем направлении к области надглазничной вырезки. Из-за повреждений точное положение надглазничной вырезки не определено, но по аналогии с Janjucetus hunderi она, вероятно, находилась близко к переднебоковому краю глазничного отростка. Наибольшая ширина рострума приходится на эту область.
Перед глазничной вырезкой лицевая часть верхнечелюстных костей содержит множественные подглазничные отверстия и борозды. Глазничный отросток верхнечелюстной кости при виде сверху образует угол примерно 90° с сагиттальной плоскостью. При боковом обзоре передняя треть рострума выглядит уплощённой (отчасти из-за постмортемных деформаций).
Поперечный срез передней половины показывает латеральные края под углом 40–45°, с утолщением к заднему отделу рострума. Вентральный профиль, по-видимому, был относительно прямым, без выраженного дорсального изгиба. Поперечный профиль нёба — плоский или слегка вогнутый.
Мезоростральная борозда проходила медиально между предчелюстными и верхнечелюстными костями и, вероятно, была открыта в переднем отделе, как у Janjucetus. Костные наружные ноздри располагались примерно на 35 мм кпереди от глазничной вырезки. Обонятельная полость была вытянута и перекрыта лобными и носовыми костями.

## Образ жизни
В отличие от современных усатых китов, питающихся путём фильтрации воды через ус, Mammalodon colliveri обладал хорошо развитыми зубами, что указывает на существенно иной способ питания. Морфология его черепа, включая короткий и тупо закруглённый рострум, а также слабо развитое небо, не поддерживает наличие такой фильтрации.
Форма и размещение зубов этого животного указывают на то, что Mammalodon мог питаться способом, аналогичным донному всасыванию, подобно современным морским млекопитающим, таким как моржи. Возможно, он выискивал мелких донных беспозвоночных или рыбу в осадке и захватывал их мощным всасыванием с последующим удержанием зубами. Укороченный рострум мог облегчать манёвры вблизи дна, а также обеспечивать мощное отрицательное давление при втягивании воды и пищи в ротовую полость.
Положение глаз, направленных антеродорсально и расположенных высоко на черепе, могло обеспечивать бинокулярное зрение, полезное при наведении на добычу вблизи субстрата.

## Систематика
Род Mammalodon был впервые описан по материалам из Австралии в 1939 году, однако получил полное переописание и систематическую трактовку только в 2010 году. В 2016 году на основе материала из Новой Зеландии был описан второй вид рода — Mammalodon hakataramea}. Представители этого рода относятся к примитивным усатым китам, обладающим зубами, и помещаются в отдельное семейство Mammalodontidae.

### Виды
- †Mammalodon colliveri Pritchard, 1939 — типовой вид. Поздний олигоцен (Хаттский ярус), Виктория, Австралия. Описан на основе черепа и частичного посткраниального скелета[10].
- †Mammalodon hakataramea Fordyce & Marx, 2016 — ранний Хаттский ярус, Отагo, Новая Зеландия. Известен по фрагментам черепа и зубов[21].